# 2PU
2PU (сокращение от 2 Public Use или To Public Use — в переводе с англ. — «для публичного использования») — польская рэп-метал-группа из города Зелёна-Гура. Образована в 2001 году солисткой Изабелой «Iza» Медэйшо и гитаристом Яцеком «Jaca» Бжузем. Дебютный демо-мини-альбом Find Another Way вышел в 2002 году. В 2005 году выходит первый студийный альбом 2PU под названием 2 Public Use. Мини-альбом 2008 года Your Fault был дублирован на польском языке под названием Twoja Wina (с пол. — «Твоя Вина»).

## Состав группы
- Изабела «Iza» Медэйшо (Izabela Miedejszo) — вокал
- Яцек «Jaca» Бжуз (Jacek Brzuz) — соло-гитара
- Марек «Wicek» Висковски (Marek Wiskowski) — бас-гитара
- Анджей Пивовар (Andrzej Piwowar) — ударные

## Дискография

### Студийные альбомы
- 2005: 2 Public Use

### Мини-альбомы
- 2002: Find Another Way…
- 2003: Banana Core
- 2004: Banana Core vol.2
- 2004: Nun!
- 2008: Twoja Wina (польская версия)
- 2008: Your Fault (английская версия)